# ديمتري إلياس ليجيه
ديمتري إلياس ليجيه (بالإنجليزية: Dimitry Elias Léger)‏ (27 سبتمبر 1971، بورت أو برانس في هايتي)؛ كاتب وروائي أمريكي-هايتي. درس في كلية كينيدي بجامعة هارفارد.